# 160年代
| 千纪： | 1千纪                                                                                  |
| 世纪： | 1世纪 \| 2世纪 \| 3世纪                                                                |
| 年代： | 130年代 \| 140年代 \| 150年代 \| 160年代 \| 170年代 \| 180年代 \| 190年代              |
| 年份： | 160年 \| 161年 \| 162年 \| 163年 \| 164年 \| 165年 \| 166年 \| 167年 \| 168年 \| 169年 |

## 大事记
- 馬爾庫斯·奧列里烏斯在161年3月7日繼位成為羅馬帝國皇帝
- 160年代，第一批佛教僧侣来到中国。[1]

## 出生
- 刘备，三国蜀汉君主。